# JavaFX
JavaFX es una familia de productos y tecnologías de Oracle Corporation (inicialmente Sun Microsystems), para la creación de Rich Internet Applications (RIAs), esto es, aplicaciones web que tienen las características y capacidades de aplicaciones de escritorio, incluyendo aplicaciones multimedia interactivas. Las tecnologías incluidas bajo la denominación JavaFX son JavaFX Script y JavaFX Mobile, aunque hay más productos JavaFX planeados.
Las aplicaciones JavaFX pueden ser ejecutadas en una amplia variedad de dispositivos. En su versión (JavaFX 1.3, abril de 2010) permite crear aplicaciones de escritorio, para celulares, la Web, TV, consolas de videojuegos, reproductores Blu-ray, entre otras plataformas planeadas. En octubre de 2011 fue lanzada la versión 2.0.
Para el desarrollo de aplicaciones JavaFX un lenguaje declarativo, tipado llamado JavaFX Script, además puede integrarse código Java en programas JavaFX.
JavaFX es compilado a código Java, por lo que las aplicaciones JavaFX pueden ser ejecutadas en computadores con la máquina virtual de Java instalada (JRE), o celulares corriendo Java ME.
JavaFX fue anunciado en la de desarrolladores JavaOne en mayo de 2007 y liberado en diciembre de 2008.
La intención de Sun Microsystems respecto de JavaFX era competir en el espacio que ya ocupan Flash de Adobe, y Silverlight de Microsoft.
En palabras de James Gosling "La mayoría de los lenguajes de script están orientados a las páginas web; éste está orientado a las interfaces que son altamente animadas".